# SABMiller

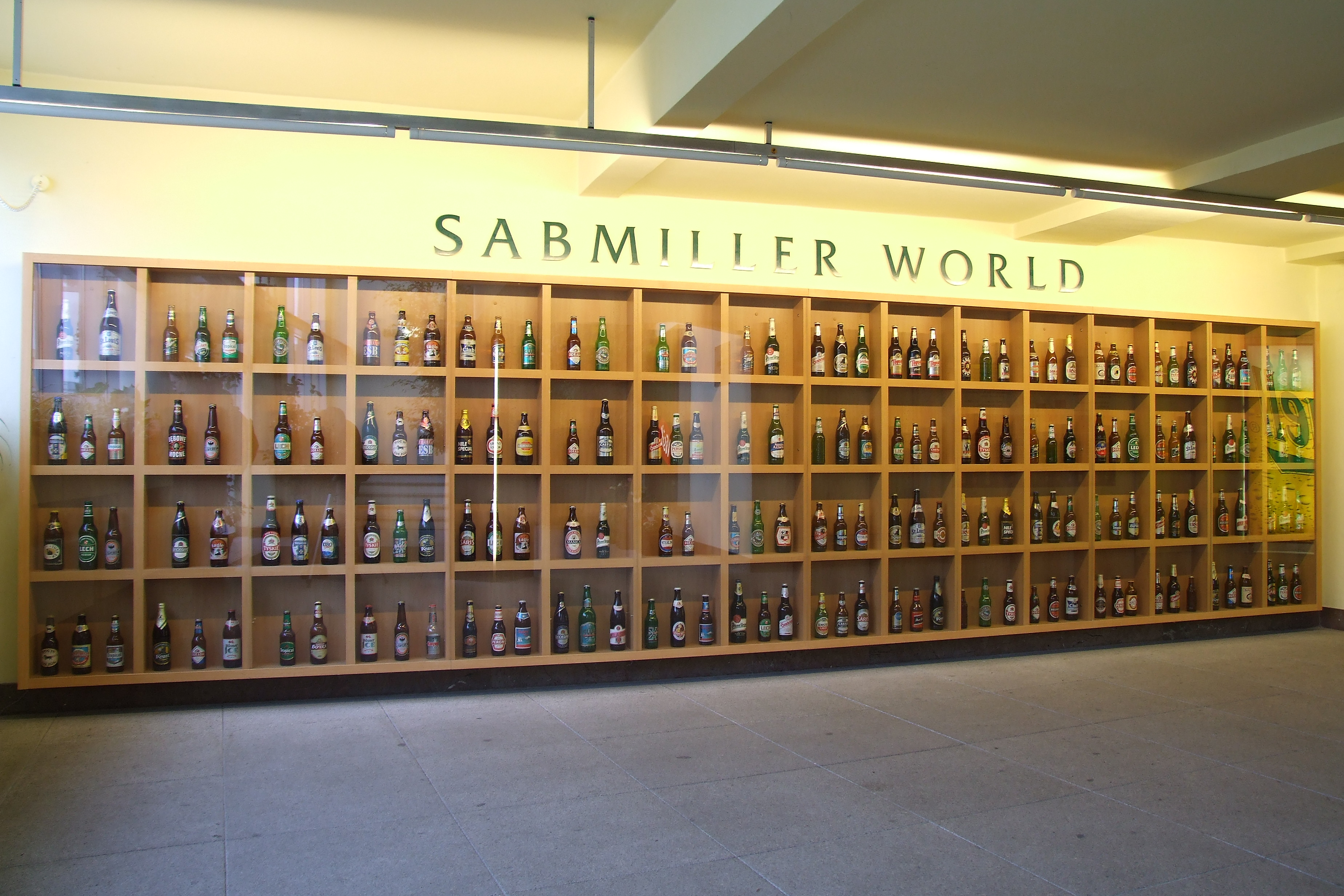
Le SABMiller World à Pilsen, en République Tchèque

SABMiller est une entreprise sud africaine spécialisée dans la fabrication et la distribution de bière. Créée en 2002 à l'issue de la fusion de South African Breweries et de Miller Brewing, SABMiller était au niveau mondial et en volume le deuxième producteur de bière en 2011, avec une part de marché mondiale en volume de 9,8 %, derrière Anheuser-Busch InBev (18,3 %). Son actionnaire principal est Altria, qui possédait Miller Brewing avant la fusion. 
En 2016, SABMiller est rachetée par Anheuser-Busch InBev.

## Histoire
En 1999, South African Breweries acquiert la brasserie tchèque Pilsner Urquell pour 591 millions d'euros.
La société est issue en 2002, de l'acquisition par South African Breweries pour un montant de 5,6 milliards de dollars de Miller Brewing, vendu par Philip Morris Companies,.
En 2003, SABMiller acquiert une participation majoritaire dans l'entreprise brassicole italienne Peroni pour environ 250 millions d'euros, reprise de dette incluse,,.
En 2004, SABMiller produit 175 millions d’hectolitres de bière. En 2005, SABMiller rachète pour 4,8 milliards de dollars Cervecería Bavaria, le deuxième brasseur d'Amérique du Sud, montant qui monte à 7,8 milliards avec la reprise de dette,. SABMiller devient ainsi le 3e brasseur mondial, il brasse 19 % de la bière aux États-Unis. En 2006, SABMiller est le 1er brasseur en Chine et le 2e en Inde. 
En octobre 2007, SABMiller et Molson Coors regroupent leur activité aux États-Unis dans une coentreprise nommée MillerCoors. SABMiller détient 58 % des actions de cette coentreprise contre 42 % pour Molson Coors, cependant les deux entreprises ont un droit de vote de 50 %. À la suite de cette transaction, MillerCoors détient avec 29 % du marché de la bière aux États-Unis, contre 49 % pour Anheuser-Busch,,. En novembre 2007, SABMiller acquiert la brasserie néerlandaise Grolsch pour 816 millions d'euros,.
En 2007, SABMiller est première entreprise de production brassicole en volume avec 231,7 millions d’hectolitres, soit 13,1 % de part de marché ; Le no 2 étant InBev, avec 225,6 millions d’hectolitres, soit 12,8 % de part de marché. À la suite du rachat d'Anheuser-Busch par le belge InBev, SABMiller devient le deuxième producteur de bière au monde derrière le nouvel ensemble, appelé AB InBev (qui brasse plus de 342 millions d'hectolitres par an).
En 2010, SABMiller acquiert pour un montant non dévoilé Cervecería Argentina, la troisième plus grande entreprise brassicole d'Argentine et qui possède les marques Isenbeck et Warsteiner.
En septembre 2011, SABMiller acquiert pour 10,15 milliards de dollars l'entreprise australienne brassicole Foster's,.
En juillet 2014, SABMiller annonce la vente de sa participation de 39,6 % dans l'entreprise sud-africaine Tsogo Sun, spécialisé dans les jeux de hasard et les hôtels, pour environ 1 milliard de dollars. En mai 2015, SABMiller acquiert, pour un montant inconnu, Meantime Brewing, une microbrasserie londonienne.

### Acquisition par Anheuser-Busch InBev
Le 13 octobre 2015, SABMiller annonce avoir accepté l'offre d'acquisition d'AB InBev, numéro un mondial du secteur, de 96 milliards d'euros, après avoir refusé quatre offres similaires faites depuis septembre 2015 avec des montants moins élevés. Cette transaction est accompagnée d'une clause de rupture de contrat de 3 milliards de dollars à la charge de AB InBev. L'acquisition de SABMiller permettrait à AB InBev de renforcer sa présence en Afrique, continent où il est peu présent. Les analystes estiment toutefois qu'il sera obligé par les autorités de la concurrence à vendre la participation de SABMiller dans MillerCoors du fait de sa position dominante aux États-Unis, ainsi que la coentreprise de SABMiller avec China Resources Enterprise qui produit la bière chinoise Snow,. 
En février 2016, China Resources acquiert à Anheuser-Busch InBev, à la suite de l'acquisition par ce dernier de SABMiller, la participation de 49 % qu'il ne détient pas dans Snow pour l'équivalent de 1,6 milliard de dollars, un prix nettement inférieur qu'anticipé par les analystes
Le même mois, Asahi fait une offre d'acquisition de 2,55 milliards de dollars pour les marques et les actifs associés de Peroni, Grolsch et Meantime, à la suite de l'acquisition par Anheuser-Busch InBev de SABMiller qui détenait notamment les marques Peroni, Grolsch.
En août 2016, le conseil d'administration de SABMiller a annoncé avoir accepté l'offre finale d'achat déposée à son égard par le numéro 1 mondial de la bière AB InBev.
Le 10 octobre 2016, l'acquisition de SABMiller par AB InBev est finalisée.
En décembre 2016, Asahi annonce l'acquisition pour 7,8 milliards de dollars des activités en Europe centrale et de l'Est de SABMiller, à la suite de l'acquisition par ce dernier par Anheuser-Busch InBev. Ces activités comprennent les marques : Pilsner Urquell, Tyskie, Lecher et Dreier,.

## Marques
Les principales marques de bière commercialisées par SABMiller sont :
- Grolsch
- Castle Lager, Castle Lite, Castle Milk Stout
- Carling Black Label
- Gambrinus
- Lech
- Lion Lager
- Master
- Miller Genuine Draft, Miller High Life, Miller Lite
- Pilsner Urquell
- Peroni
- Radegast
- Redds
- Sparks
- Steel Reserve
- Snow (bière)
- Timişoreana
- Tyskie
- Ursus
- Velkopopovický Kozel ou Kozel
- Żubr